# 심합권
심합권(尋閤勸, 778년 ~ 809년)은 808년부터 사망한 809년까지 제8대 남조국의 국왕이다. 전대 이모심의 아들이다.